# Joel Meyerowitz

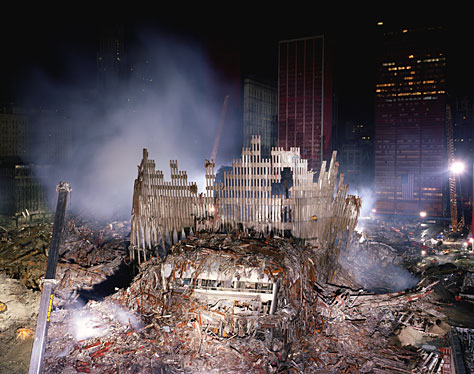
Joel Meyerowitz:Ground zero

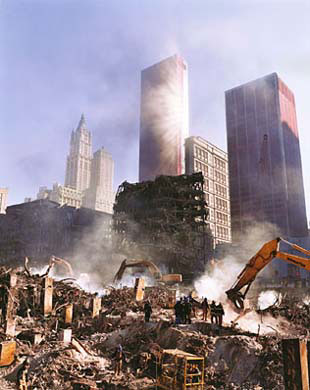
Joel Meyerowitz:Ground zero

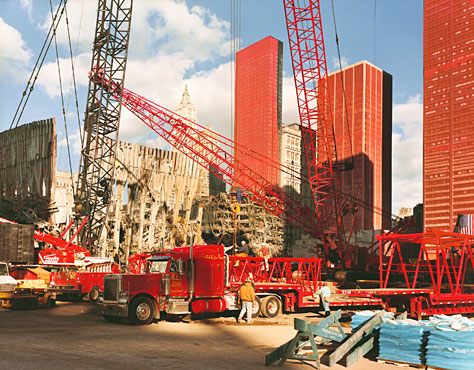
Joel Meyerowitz, Ground zero

Joel Meyerowitz (* 6. března 1938, Bronx, New York) je americký reportážní fotograf, který se specializuje na pouliční fotografii (street photography). V roce 1962 začal fotografovat barevně a brzo se stal zastáncem používání barev v době, kdy k této myšlence jako k vážnému umění převládal značný odpor. Na počátku 70. let učil první barevnou fotografii na Cooper Union, kdy s ním studovalo mnoho dnešních renomovaných fotografů. Spolu se Stephenem Shorem a Williamem Egglestonem se stali první skupinou mladých umělců, kteří začali používat barvu ve výtvarné fotografii.
Meyerowitz vydal fotografický archiv se záběry útoku z 11. září 2001 na World Trade Center a fotografoval na ground zero během záchranných prací bezprostředně po útoku. Řada z těchto obrazů byla vydána v knize Aftermath: World Trade Center Archive v nakladatelství Phaidon Press.
Joel Meyerowitz také vystupoval v roce 2006 v dokumentárním pořadu BBC Four s názvem The Genius Of Photography.

## Ocenění
Meyerowitz je nositelem ocenění Guggenheimovo stipendium (dvakrát), National Endowment for the Arts a National Endowment for the Humanities. Roku 1987 obdržel cenu Higašikawa.
- 2017 – Prix Leica Hall of Fame

## Knihy
- Cape Light (1979),
- St Louis & the Arch (1981),
- A Summer's Day (1985),
- Wild Flowers (1986),
- The Arch (1988),
- Creating a sense of place (1990),
- Redheads (1991),
- The Nutcracker (1993),
- Bay / Sky (1993),
- At the Water's Edge (1993),
- Bystander: A History of Street Photography (1994),
- La natura delle città (1995),
- Tuscany (2003),
- The Pleasure of Seeing (2203),

## Zastoupení ve sbírkách
- Art Institute of Chicago, Chicago, Illinois, USA[5]